# Thomas Thorlin
Thomas Blyhte Thorlin, född 25 december 1893 i Durham, England, död 9 mars 1978 i Visby, var en svensk keramiker, målare och grafiker.
Han var son till köpmannen Karl Arvid Thorlin och Alice Blythe och från 1926 gift med Karin Aurora Eriksson. Thorlin studerade vid Slöjdföreningens skola i Göteborg 1920–1924 och dekorativ målning under tre års tid för Filip Månsson vid Tekniska skolan i Stockholm samt under ett flertal studieresor till London och Paris åren före och efter andra världskriget. Han etablerade på 1940-talet en keramikverkstad på Gotland där han tillverkade rustik keramik. Han medverkade 1926 i Sveriges allmänna konstförenings höstutställning på Liljevalchs konsthall med fem illustrationer till Verner von Heidenstams S:t Göran och draken. Förutom keramik består hans konst av linoleumsnitt och pastellmåleri. Thomas Thorlin och hans hustru Karin fick ett barn, Karin Bunty Sandberg (1929-2020).[källa behövs]